# جوسيب فونتانا
جوسيب فونتانا (بالإسبانية: Josep Fontana)‏‏ (20 نوفمبر 1931 - 28 أغسطس 2018) هو مؤرخ إسباني من كتالونيا.